# Gaylactic Spectrum Awards
O Gaylactic Spectrum Awards (1999–presente) são dadas a obras de ficção científica, fantasia e horror que explora tópicos LGBT (lésbicas, gays, bissexuais, transgêneros) de uma forma positiva. Fundada em 1998, os prêmios foram inicialmente apresentados pela Gaylactic Rede, atribuídos pela primeira vez em 1999. Em 2002, os prêmios foram entregues a sua própria organização, o  Gaylactic Spectrum Awards Foundation.
As principais categorias da premiação são para o melhor romance, contos e outras obras. Os vencedores e a curta lista dos candidatos são decididas por um júri. Um dos mais reconhecidos autores, Nicola Griffith recebeu o maior número de prémios, em geral, com três vitórias. Griffith também conjuntamente detém o recorde de maior número de nomeações com Melissa Scott, tendo ambos recebido cinco indicações. Obras de qualquer formato produzidas antes da premiação são elegíveis para indução no "Hall da Fama", embora nenhum trabalho tenha sido introduzido desde 2003. A lista de vencedores e homenageados do Hall da Fama tem sido chamado de um "quem é quem da ficção científica" por GLBTQ.com. Este artigo lista os vencedores em cada uma das categorias, e os homenageados para o Hall da Fama.

## Processo de atribuição
Desde a sua criação, os prêmios foram atribuídos em categorias de romances e melhor outra obra. Outras categorias também foram adicionadas e removidas nos anos intermediários, incluindo as categorias de curta-ficção (desde o segundo ano) e livros de quadrinhos para um ano. Uma categoria de curta duração, "People's Choice" , votada pelos participantes da convenção também foi atribuída a uma obra de qualquer categoria indicada nas listas curtas. O prémio para o melhor romance foi o único a ter sido entregue, a cada ano, desde que a premiação começou. A partir de 2014, havia três categorias regulares: romances, contos e outras obras.  "Outras obras" incluem quadrinhos, romance gráfico, filmes, episódios de televisão, multimídia, antologias de contos, produtos de jogos, arte e música.

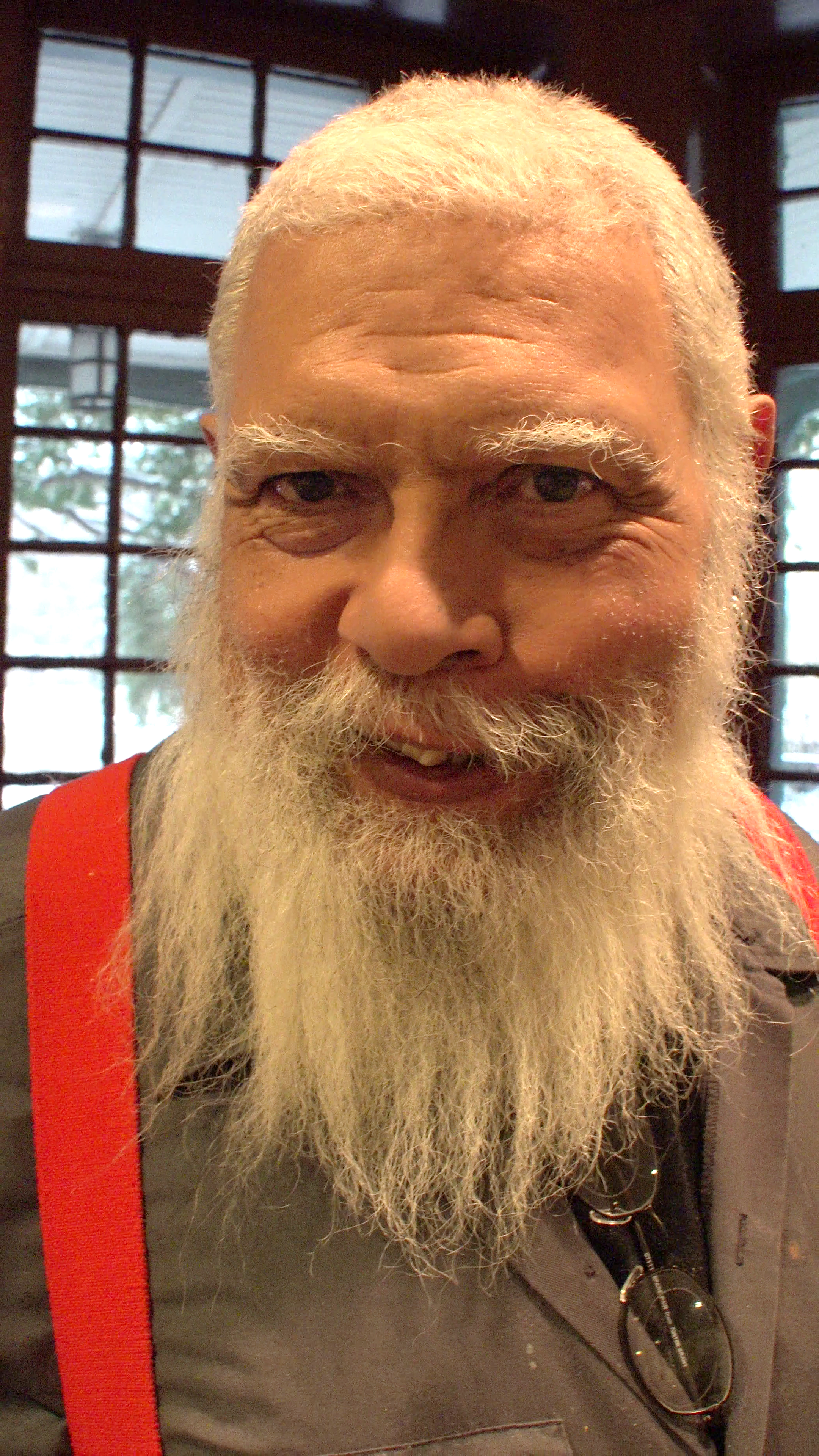
Samuel R. Delany ganhou um prêmio especial pelo conjunto de obra.

As categorias estão abertas para submissão de obras lançadas em língua inglesa durante o ano anterior na América do Norte, que incluem "positivo e significativo conteúdo LGBT". O período de elegibilidade baseia-se nas datas do direito do autor para primeira impressão de obras escritas, data de capa de revistas e livros de banda desenhada, data de lançamento para filmes, a primeira data de transmissão para a televisão. Obras têm de lançadas "profissionalmente", publicadas ou distribuídas para ser elegível a consideração e ser totalmente original e legal. Os juízes podem decidir estender a elegibilidade para um trabalho, devido a supervisão, a confusão a respeito de datas de lançamento, ou problemas com a disponibilidade. O processo de indicação/recomendação é utilizado para identificar obras a serem considerados pelos juízes. Obras de qualquer formato produzido antes do início dos prêmios são elegíveis para ser introduzida no "Hall da Fama"; estes homenageados foram selecionados exclusivamente pelos juízes.
Os resultados são decididas por um painel de juízes da lista de candidatos submetidos; as indicações podem ser feitas por qualquer pessoa. Os juízes são os voluntários do fandom de ficção científica e a comunidade LGBT, com um voluntário sendo o "Administrador". Os juízes revisão cada obra recomendado e a longa lista de indicados é reduzida através da análise e discussão para uma pequena lista de finalistas e, em seguida, um ou mais vencedores é escolhido por consenso ou votação. Os resultados são geralmente anunciados e apresentados no Gaylaxicon, uma convenção dedicada ao ficção científica de LGBT, embora em algumas ocasiões são apresentados na Worldcon.
Cada prêmio consiste em uma imagem gravada em lucite ou carrinho, usando uma galáxia em espiral em um triângulo logotipo, baseado no logotipo da Gaylactic Rede. O nome do vencedor do prêmio, título da obra, ano de premiação e categoria encontram-se gravados em uma pequena placa na base. Uma pequena ajuda de custo em dinheiro também é concedida aos vencedores na categoria Melhor Romance. O custo do prêmio é pago através das doações individuais e eventos de angariação de fundos.

## Os vencedores
Nicola Griffith ganhou a maioria dos prêmios. Outros autores e editores, que ganhou o prêmio várias vezes são David Klingons, Keith Hartman, Laurie J. Marks, e Stephen Pagel. Melissa Scott tem um romance no Hall da Fama e ganhou um prêmio de Melhor Curta de Ficção. Samuel R. Delany é notável para ganhar tanto um especial "conjunto de obras"  e ter um romance no Hall da Fama. Tanya Huff foi finalista cinco vezes sem vencer. O mais bem sucedido em quadrinhos é o criador Judd Winick, que foi indicado duas vezes e ganhou um prémio para a escrita dos quadrinhos de Lanterna Verde. Os criadores de Buffy the Vampire Slayer também receberam cinco indicações em diversas mídias, tornando-se a mais bem-sucedida franquia e série de tv no prêmio.

### Lista dos vencedores
Na tabela a seguir, os anos que correspondem ao ano de lançamento das obras; as cerimônias são sempre realizadas no ano seguinte. A coluna de notas detalha o tipo de mídia das obras para a categoria outras obras, ou o nome da publicação em que foi lançado pela primeira vez a ficção curta.  
| Year | Escritor(s) / Editor(s) / Diretor(s)      | Título                                                                                          | Publicação/ Produtor   | Nota                                    | Categoria              | Ref.          |
| ---- | ----------------------------------------- | ----------------------------------------------------------------------------------------------- | ---------------------- | --------------------------------------- | ---------------------- | ------------- |
| 1999 | Ann Harris                                | Accidental Creatures                                                                            | Tor                    | Romance                                 | Romance                | [ 7 ]         |
| 1999 | Stephen Leigh                             | Dark Water's Embrace                                                                            | Avon Eos               | Romance                                 | Romance                | [ 7 ]         |
| 1999 | Nicola Griffith & Stephen Pagel           | Bending the Landscape: Science Fiction                                                          | Overlook               | Antologia                               | Outras obras           | [ 8 ]         |
| 2000 | Keith Hartman                             | Gumshoe, the Witch, and the Virtual Corpse, The !The Gumshoe, the Witch, and the Virtual Corpse | Meisha Merlin          | Romance                                 | Romance[A]             | [ 8 ]         |
| 2000 | Peg Kerr                                  | Wild Swans, The !The Wild Swans                                                                 | Warner Aspect          | Romance                                 | Romance                | [ 8 ]         |
| 2000 | Eleanor Arnason                           | "Dapple"                                                                                        | Bantam Dell            | em Asimov's SF 09/99                    | Ficção curta           | [ 8 ]         |
| 2000 | Spike Jonze & Charlie Kaufman             | Being John Malkovich                                                                            | USA Films              | Filme                                   | Outras obras           | [ 8 ]         |
| 2001 | David Gerrold                             | Jumping Off the Planet                                                                          | Tor                    | Romance                                 | Romance                | [ 9 ]         |
| 2001 | Joss Whedon e equipe.                     | Buffy the Vampire Slayer                                                                        | Fox/Mutant Enemy Prod. | série de televisão                      | Outras obras[A]        | [ 9 ]         |
| 2002 | Hugh Nissenson                            | Song of the Earth, The !The Song of the Earth                                                   | Algonquin              | Romance                                 | Romance                | [ 10 ]        |
| 2002 | Alexis Glynn Latner                       | "Kindred"                                                                                       | Overlook               | em Bending the Landscape: Horror        | Ficção curta           | [ 10 ]        |
| 2002 | Nicola Griffith & Stephen Pagel           | Bending the Landscape: Horror                                                                   | Overlook               | Antologia                               | Outras obras           | [ 10 ]        |
| 2003 | Laurie J. Marks                           | Fire Logic                                                                                      | Tor                    | Romance                                 | Romance                | [ 11 ]        |
| 2003 | Sarah Monette                             | "Three Letters from the Queen of Elfland"                                                       | Small Beer Press       | Lady Churchill's Rosebud Wristlet #11   | Ficção curta           | [ 11 ]        |
| 2003 | Mark Millar et al.                        | The Authority issues #28-29                                                                     | DC Comics              | Comic book issues                       | Comics/romance gráfico | [ 11 ]        |
| 2003 | Judd Winick et al.                        | Green Lantern issues #153-155, "Hate Crime"                                                     | DC Comics              | Comic book issues                       | Comics/romance gráfico | [ 11 ]        |
| 2003 | Michael Rowe (ed.)                        | Queer Fear II                                                                                   | Arsenal Pulp Press     | Antologia                               | Outras obras           | [ 11 ]        |
| 2004 | Nalo Hopkinson                            | Salt Roads, The !The Salt Roads                                                                 | Warner                 | Romance                                 | Romance                | [ 12 ] [ 13 ] |
| 2004 | Barth Anderson                            | "Lark Till Dawn, Princess"                                                                      | Warner Aspect          | em Mojo: Conjure Stories                | Ficção curta           | [ 12 ] [ 13 ] |
| 2004 | Tony Kushner                              | Angels in America                                                                               | HBO                    | série de televisão                      | Outras obras           | [ 12 ] [ 13 ] |
| 2004 | Greg Rucka & Michael Lark                 | Gotham Central issues #6–10, "Half a Life"                                                      | DC Comics              | Comic book issues                       | Outras obras           | [ 12 ] [ 13 ] |
| 2005 | Laurie J. Marks                           | Earth Logic                                                                                     | Tor                    | Romance                                 | Romance                | [ 14 ]        |
| 2005 | Richard Hall                              | "Country People"                                                                                | Southern Tier          | em Shadows of the Night                 | Ficção curta           | [ 14 ]        |
| 2006 | Karin Lowachee                            | Cagebird                                                                                        | Warner Aspect          | Romance                                 | Romance                | [ 15 ]        |
| 2007 | Hal Duncan                                | Vellum                                                                                          | Del Rey                | Romance                                 | Romance                | [ 16 ]        |
| 2007 | David Gerrold                             | "In the Quake Zone"                                                                             | SFBC                   | em Down These Dark Spaceways            | Ficção curta           | [ 16 ] [ 17 ] |
| 2007 | Joy Parks                                 | "Instinct"                                                                                      | Arsenal Pulp           | em The Future Is Queer                  | Ficção curta           | [ 16 ] [ 17 ] |
| 2007 | Christopher Barzak                        | "Language of Moths, The !"The Language of Moths"                                                | Sovereign Media        | em Realms of Fantasy                    | Ficção curta           | [ 16 ] [ 17 ] |
| 2007 | Richard Labonté & Lawrence Schimel (eds.) | The Future Is Queer                                                                             | Arsenal Pulp           | Antologia                               | Outras obras           | [ 16 ] [ 17 ] |
| 2007 | Russell T Davies e equipe.                | Torchwood 1º temporada                                                                          | BBC                    | série de televisão                      | Outras obras           | [ 16 ] [ 17 ] |
| 2007 | James McTeigue e equipe.                  | V for Vendetta                                                                                  | Warner Bros.           | Filme                                   | Outras obras           | [ 16 ] [ 17 ] |
| 2008 | Ginn Hale                                 | Wicked Gentlemen                                                                                | Blind Eye Books        | Romance                                 | Romance                | [ 18 ] [ 19 ] |
| 2008 | Joshua Lewis                              | Ever So Much More Than Twenty                                                                   | Lethe Press            | em So Fey                               | Ficção curta           | [ 18 ] [ 19 ] |
| 2009 | Elizabeth Bear                            | The Stratford Man (Hell and Earth/Ink and Steel)                                                | Roc                    | Duology                                 | Romance                |               |
| 2010 | Richard Morgan                            | The Steel Remains                                                                               | Del Rey                | Romance                                 | Romance                |               |
| 2010 | Hal Duncan                                | The Behold of the Eye                                                                           | Lethe Press            | em Lone Star Stories/Wilde Stories 2009 | Ficção curta           |               |
| 2010 | Melissa Scott                             | The Rocky Side of the Sky                                                                       | Lethe Press            | em Periphery                            | Ficção curta           |               |
| 2011 | Kathe Koja                                | Under the Poppy                                                                                 | Small Beer Press       | Romance                                 | Romance                |               |
| 2012 | J. A. Pitts                               | Honeyed Words                                                                                   | Tor                    | Romance                                 | Romance                |               |
| 2013 | Madeline Miller                           | The Song of Achilles                                                                            | Ecco Press             | Romance                                 | Romance                |               |

### Hall da Fama
| Year | Escritor(s) / Editor(s)        | Título                                                                                   | Publicação / Produtora   | Mídia             | Ref.   |
| ---- | ------------------------------ | ---------------------------------------------------------------------------------------- | ------------------------ | ----------------- | ------ |
| 1999 | Maureen F. McHugh              | China Mountain Zhang                                                                     | Tor                      | Romance           | [ 7 ]  |
| 1999 | Eric Garber & Lyn Paleo (eds.) | Uranian Worlds: A Guide to Alternative Sexuality in Science Fiction, Fantasy, and Horror | G. K. Hall               | Não-ficção        | [ 7 ]  |
| 2000 | Nicola Griffith                | Slow River                                                                               | Del Rey                  | Romance           | [ 20 ] |
| 2000 | Ellen Kushner                  | Swordspoint                                                                              | Tor                      | Romance           | [ 20 ] |
| 2000 | Theodore Sturgeon              | The World Well Lost                                                                      | Universe (Junho de 1953) | Ficção curta      | [ 8 ]  |
| 2000 | Donald P. Bellisario           | Quantum Leap episode "Running for Honor"                                                 | Belisarius Prod.         | Mídia (TV)        | [ 8 ]  |
| 2000 | Richard O'Brien & Jim Sharman  | The Rocky Horror Picture Show                                                            | 20th Century Fox         | Mídia (Filme)     | [ 8 ]  |
| 2001 | Arthur C. Clarke               | Imperial Earth                                                                           | Orion                    | Romance           | [ 21 ] |
| 2001 | Mary Doria Russell             | The Sparrow & Children of God                                                            | Fawcett                  | Romances          | [ 21 ] |
| 2001 | Francesca Lia Block            | Dangerous Angels aka The Weetzie Bat books                                               | Harpercollins            | Séries de romance | [ 21 ] |
| 2002 | Samuel R. Delany               | Dhalgren                                                                                 | Bantam                   | Romance           | [ 22 ] |
| 2002 | Joanna Russ                    | The Female Man                                                                           | Bantam                   | Romance           | [ 22 ] |
| 2002 | Scott Lobdell et al.           | Alpha Flight issue #106                                                                  | Marvel Comics            | romance gráfico   | [ 22 ] |
| 2002 | Geoff Ryman                    | Was                                                                                      | Harpercollins            | Romance           | [ 22 ] |
| 2003 | Suzy McKee Charnas             | The Holdfast Chronicles                                                                  | Ballantine, Tor          | Romance           | [ 11 ] |
| 2003 | Ursula Le Guin                 | The Left Hand of Darkness                                                                | Ace                      | Romance           | [ 11 ] |
| 2003 | Melissa Scott                  | Shadow Man                                                                               | Tor                      | Romance[A]        | [ 11 ] |
| 2003 | Diane Duane                    | Tale of the Five series aka The Middle Kingdoms                                          | Tor                      | Romance           | [ 11 ] |